# Щукин, Евгений Дмитриевич
Евге́ний Дми́триевич Щу́кин (род. 30 мая 1928, Москва) — советский и российский учёный в области физической химии, доктор физико-математических наук, профессор, лауреат Ленинской премии, академик РАО (1993).

## Биография
Родился в Москве в семье врача, репрессированного в 1930-х годах, и учительницы. Внук священника. В 1941—1943 годах — в эвакуации в Горьковской области. В 1943—1944 годах работал и учился, в 1945 году вернулся в 10-й класс московской средней школы № 110, досдав экзамены экстерном.
Занял первое место на Общемосковской математической олимпиаде в 1945 году, в том же году окончил школу. Ему, первому в СССР, была вручена золотая медаль «За отличные успехи и примерное поведение» и аттестат зрелости № 000001.
 
Он мог бы не получить медаль из-за своего происхождения, если бы не директор школы И. К. Новиков.
В 1950 году с отличием окончил физический факультет МГУ по специальности «физика». В 1951-1956 годах служил офицером в Советской Армии. С сентября 1953 года преподавал радиолокацию на военной кафедре МГУ, затем коллоидную химию и физико-химическую механику на химфаке МГУ. В 1973-1994 годах — заведующий кафедрой коллоидной химии МГУ. Одновременно с 1956 года работал в институте физической химии Академии наук СССР (ныне Институт физической химии и электрохимии имени А.Н. Фрумкина РАН),  там же заведовал лабораторией физико-химической механики с 1967 по 2002 г.
В 1958 году защитил диссертацию на соискание учёной степени кандидата физико-математических наук (научные руководители — П. А. Ребиндер, В. Н. Рожанский) в Институте физической химии АН СССР (ИФХ АН СССР), в 1962 году — в ИФХ АН СССР на соискание степени доктора физико-математических наук.
С 1994 года Е. Д. Щукин живёт и работает в Балтиморе, читает курсы коллоидной химии и физико-химической механики в Университете Джонса Гопкинса. Одновременно остаётся профессором кафедры коллоидной химии химического факультета МГУ и советником в ИФХ.

## Научная деятельность
В 1960-70 годах  Е. Д. Щукиным создана теория прочности дисперсных пористых структур, разработаны методы повышения долговечности промышленных катализаторов и сорбентов. В 1970-1980 годах разработаны методы применения поверхностно-активных веществ для стабилизации золей, эмульсий и пен. В 1990 году открыл каталитическое ускорение спекания порошков.
Е. Д. Щукин выполнял экспериментальные и теоретические исследования в области физической и коллоидной химии дисперсных систем, поверхностных явлений и поверхностно-активных веществ. Им изучены механизмы действия поверхностно-активных веществ на различных межфазных границах, получения и регулирования устойчивости дисперсных систем (золей, гелей, эмульсий, пен, аэрозолей). Изучены такие явления, как адгезия, спекание, гидратационное твердение, переход «золь-гель», охрупчивание под действием жидких металлов, пластифицирование, износ, смазывающее действие и др., а также их молекулярные механизмы. Создано учение о взаимодействии частиц и структурообразовании в дисперсных системах, разработаны коллоидно-химические методы для защиты окружающей среды.
В сферу интересов академика Е. Д. Щукина входят физико-химия поверхностных явлений в твёрдых телах, теория дислокаций, влияние поверхностно-активной среды на механические свойства материалов, особенно в тонких приповерхностных слоях. Кроме того, выполнены практические приложения исследований: повышение прочности и долговечности катализаторов, минеральных вяжущих и керамики, обработка высокотвёрдых материалов, бурение твёрдых горных пород.
Е. Д. Щукин продолжил и развил работы П. А. Ребиндера в новой области науки - физико-химической механике, в области устойчивости и самопроизвольного диспергирования, изучил молекулярные механизмы действия поверхностно-активных веществ, построил физико-химическую теорию структурообразования и прочности дисперсных структур. Впервые осуществил компьютерное моделирование «эффекта Ребиндера».
Е. Д. Щукин создал общий курс «Коллоидная химия», специальный курс «Физико-химическая механика дисперсных систем и материалов» и учебники по этим дисциплинам, являлся руководителем более 40 защищённых кандидатских диссертаций.
В области педагогических исследований работы Е. Д. Щукина посвящены анализу роли междисциплинарных областей науки и их технических приложений в системе знаний и развитию методов их отражения в предметах естественно-математического цикла.
Е. Д. Щукин в разные годы являлся членом специализированных советов химического факультета МГУ, Института физической химии РАH, Института Металлургии АH СССР, Института содержания и методов обучения РАО, членом Национального Комитета российских химиков, ВАК СССР, членом редакционных коллегий журналов: «Коллоидный журнал», «Трение и износ», «Физика в школе», «Физико-химическая механика материалов», «Физика и химия обработки материалов», членом редакционных коллегий международных научных журналов «Journal of Materials Science», «Journal of Dispersion Science and Technology», «Colloids and Surfaces», «Colloid & Interface Science», «Advances in the Mechanics and Physics of Surfaces», «Zeitschrift für Physikalische Chemie».

## Премии и звания
4 марта 1965 года Е. Д. Щукин избран членом-корреспондентом АПН РСФСР, со 2 февраля 1968 года — член-корреспондент АПН СССР. 23 мая 1985 года избран академиком АПН СССР, с 7 апреля 1993 года — действительный член РАО, отделение общего среднего образования.
Е. Д. Щукин — академик Российской инженерной академии (с 1990 года), Российской академии естественных наук (с 1990 года), Национальной инженерной академии США (с 1984 года), Шведской академии инженерных наук (с 1988 года)
.

В 1995 году присвоено звание заслуженного профессора МГУ.
В 1972 году присуждена Ломоносовская премия МГУ, в 1988 году — Ленинская премия за работы в области физико-химической механики, в 1998 году — премия имени П. А. Ребиндера РАН.
В 1984 году награждён медалью «Ветеран труда», в 1986 году — орденом «Знак Почёта», в 2008 году — золотой медалью РАО.

## Основные научные труды
Всего Е. Д. Щукиным получено 40 свидетельств на изобретения и 2 диплома на научные открытия, опубликовано более 800 научных работ, 12 книг, в том числе:
- В.И. Лихтман, Е.Д. Щукин, П. А. Ребиндер. ФИЗИКО-ХИМИЧЕСКАЯ МЕХАНИКА МЕТАЛЛОВ. Изд. АН СССР, Москва 1962, 304 стр. Перевод на англ.:Israel Program for Scientific Translation, Jerusalem, 1964, 243 p.
- Е.Д. Щукин, З.М. Занозина, Л.А. Кочанова, В.И. Лихтман, П.А. Ребиндер. О возможности получения тонкодисперсных структур в сплавах при закаливании их эмульсий. ДАН, І965,  160, №6, с.1355-1357.
- Е.Д. Щукин. О некоторых задачах физико-химической теории прочности тонкодисперсных пористых тел - катализаторов и сорбентов. Кинетика и катализ, 1965,  6, №4, с.641-650.
- P.A. Rehbinder, E.D. Shchukin. Surface phenomena in solids during deformation and fracture processes. Progress in Surface Science, Pergamon Press, Edit. S.G. Davison, Volume 3, Part 2, 1972, p.97-188.
- Е.Д. Щукин. Физико-химические основы новых методов интенсификации обработки твердых тел. Вестник АН СССР, І973, №11, с.30-40.
- Е.Д. Щукин. Межпредметные связи и отражение смежных областей науки в дисциплинах естественно-математического цикла. В сб. Межпредметные связи в процессе преподавания основ науки в средней школе. Москва, 1973, часть II.
- В.И. Савенко, Е.Д. Щукин. Взаимодействие между дислокациями в винтовых лучах розеток фигур травления. Кристаллография, 1977, 22, №4, с.792-796.
- Е.Д. Щукин, В.С. Ющенко. Молекулярная динамика смачивания. Коллоидн. ж., 1977, 39, №2, с.331-333.
- E.D. Shchukin, V.S. Yushchenko. Molecular dynamics simulation of mechanical behavior. J. Material Science, 1981, 16, #2, p. 313-330.
- Е.Д. Щукин, Е.А. Амелина, В.В. Яминский.  О термодинамической устойчивости дисперсных систем. ДАН, 1981, 258, №2, с.419-423.
- Е.Д. Щукин, А.В. Перцов, Е.А. Амелина. КОЛЛОИДНАЯ ХИМИЯ. 9 изданий: Москва, Изд. МГУ, 1982; ВЫСШАЯ ШКОЛА, 1992, 2004, 2006, 2007; ЮРАЙТ, 2012, 2013, 444 стр. Переводы: на испанский, Editorial Mir Moscú, 1988 и чешский, Academia Praha, 1990.
- V.V. Yaminsky, V.S. Yushchenko, E.A. Amelina, E.D. Shchukin.  Cavity formation due to the contact between particles in a nonwetting liquid.  J. Colloid and Interface Sci., 1983, 96, #2, p.301-306.
- Е.Д. Щукин. В.С. Ющенко, Т.П. Пономарева. Квантово-механический расчет элементарного акта воздействия среды на прочность межатомных связей. Коллоидн. ж., 1991,  53, №2, с.319-325.
- E.D.Shchukin, E.A.Amelina, S.I.Kontorovich. Formation of contacts between particles and development of internal stresses during hydration processes. In: Materials Sciences of Concrete, Vol. 3, ed. by J.Skalny, The American Ceramic Soc., Westerwille, OH, 1992, p. 1-35.
- E.D.Shchukin, S.I.Kontorovich, B.V.Romanovsky. Porous materials sintering under conditions of catalytic reactions. J. Materials Sci., 1993, 28, p.1937-1930.
- Е.Д. Щукин. Развитие учения П.А. Ребиндера о факторах сильной стабилизации дисперсных систем. Коллоидн. ж., 1997, 59, №2, с.270-284.
- E.D.Shchukin, V.N.Izmailova, M.M.Krasnov, A.N.Gurov, A.I.Bessonov, G.N.Afanas’eva. Effect of the active media on the creep of the eye sclera. Colloid J., 1997, 59, p.409-411.
- Eugene D. Shchukin, Alexandr V. Pertsov, Elena A. Amelìna, Andrei S. Zelenev. COLLOID AND SURFACE CHEMISTRY. 2001, ELSEVIER, Amsterdam, 745 p.
- E.D.Shchukin. Surfactant effects on the cohesive strength of particle contacts: measurements by the cohesive force apparatus, J. Colloid Interface Science, 2002, 256, p.159-167.
- E.D.Shchukin, Conditions of spontaneous dispersion and formation of thermodynamically stable colloid systems. J. of Dispersion Science and Technology, 2004, 25, p.875-893.
- E.D.Shchukin, The influence of surface-active media on the mechanical properties of materials. Adv. Colloid Interface Sci., 2006, 123-126, p.33-47.
- E.D.Shchukin, A.I.Bessonov, S.I.Kontorovich, Z.M.Polukarova, L.N.Sokolova, E.A.Amelina, L.N.Burenkova, B.V.Romanovsky, Effects of adsorption-active media on the mechanical properties of catalysts and adsorbents. Colloids and Surfaces, 2006, 282-283, p.287-297.
- E.D.Shchukin, E.A.Amelina, A.M.Parfenova. Stability of fluorinated systems: Structure-mechanical barrier as a factor of strong stabilization. In: Highlights in Colloid Science, ed. by D. Platikanov and D. Exerova, Wiley-VCH, 2008, p.41-53.
- Eugene Shchukin. Physical–Chemical Mechanics of Solid Surfaces. Encyclopedia of Surface and Colloid Science, Second Edition. Taylor and Francis, New York, 2012, p.1-23.
- E.D.Shchukin. Nucleation and Crystal Growth in Cements. Encyclopedia of Colloid and Interface Science (ed. by T. Tadros), Springer-Verlag Berlin Heidelberg, 2013, p.783-817.
- Е.Д. Щукин, В.И. Савенко, А.И. Малкин. ЛЕКЦИИ ПО ФИЗИКО-ХИМИЧЕСКОЙ МЕХАНИКЕ. Изд. NOBEL PRESS, Москва, 2015, 678 стр.
- Eugene D. Shchukin, Andrei S. Zelenev. PHYSICAL-CHEMICAL MECHANICS OF DISPERSE SYSTEMS AND MATERIALS. CRC Press, London - New York, 2016, 353 p.